# Ajayi Opeyemi Korede
Ajayi Opeyemi Korede (* 8. August 1996 in Lagos) ist ein nigerianischer Fußballspieler.

## Karriere
Ajayi Opeyemi Korede spielte bis Juni 2013 beim nigerianischen Verein TEAP FC in Abuja. Ende Juni 2016 zog es ihn nach Asien. Hier unterschrieb er in Thailand einen Vertrag beim Thonburi University FC. Anschließend spielte er bei den thailändischen Drittligisten BGC FC, Rangsit FC, Khon Kaen FC sowie dem Viertligisten Samut Prakan FC. Im Februar 2019 ging er nach Kambodscha. Hier unterschrieb er einen Vertrag beim Erstligisten Asia Euro United. Bei dem Verein aus Kandal stand er bis Juni 2019 unter Vertrag. Der ebenfalls in der ersten Liga spielende Visakha FC aus Phnom Penh nahm ihn am 1. Juli 2019 unter Vertrag. 2021 gewann er mit Visakha den kambodschanischen Pokal. Im Endspiel besiegte man Preah Khan Reach Svay Rieng im Elfmeterschießen. Die Saison 2022 stand er beim Erstligisten Boeung Ket Angkor unter Vertrag. Im Januar 2023 kehrte er nach Thailand zurück. Hier nahm ihn für den Rest der Saison der Drittligist Bankhai United FC unter Vertrag. Mit dem Verein aus Ban Khai spielte er elfmal in der Eastern Region der Liga. Von Juni 2023 bis Januar 2024 war er vertrags- und vereinslos. Im Januar 2024 nahm ihn der in der Southern Region spielende Drittligist PT Satun FC unter Vertrag. Bis Saisonende bestritt er sechs Ligaspiele. Im Sommer 2024 wechselte er zu dem in der Western Region spielenden Thonburi United FC. Nach einer Saison, in der er acht Ligaspiele bestritt, wurde sein Vertrag nicht verlängert.

## Erfolge
Visakha FC
- Kambodschanischer Pokalsieger: 2021